# Smalegga Ridge
Smalegga Ridge (norwegisch Smalegga ‚Schmaler Grat‘) ist ein 6 km langer Gebirgskamm im ostantarktischen Königin-Maud-Land. Im Gebirge Sør Rondane erstreckt er sich von der Walnumfjella in nördlicher Richtung bis westlich des Gillockbreen.
Norwegische Kartografen, die auch die deskriptive Benennung vornahmen, kartierten ihn 1957 anhand von Luftaufnahmen, welche die United States Navy im Rahmen der Operation Highjump (1946–1947) erstellt hatten. Das Advisory Committee on Antarctic Names übertrug diese Benennung 1966 ins Englische, auch um Verwechslungen mit dem Felssporn Smalegga (englisch Smalegga Spur) in der Orvinfjella zu vermeiden.